# La Barra (banda)
La Barra es una agrupación musical de cuarteto formada en Córdoba, Argentina. Es reconocida en la provincia y parte del país por ser intérprete de temas como Amor Infiel, La Carta, Cachetada, Gotas de pena, Un millón de rosas , El mundo y Aventurera. El cantante y líder de la banda es Javier la Pepa Brizuela.

## Historia
La presentación y debut oficial fue el 24 de septiembre de 1994 en el Club Las Palmas. Aún no había pasado un mes desde la salida de la banda, cuando ya estaban grabando su primer trabajo para la discográfica Sony Music, que se llamó simplemente La Barra. En diciembre ya habían ganado Disco de oro por haber vendido más de 30.000 unidades. El baile de premiación se realizó en el Súper Deportivo, logrando llegar por primera vez al emblemático recinto. 
A mediados del año 1995 el grupo grabó su segundo disco llamado Así me gusta a mí (Presentado en La Vieja Usina… Siendo la primera actuación de la banda en ese estadio) Este disco también alcanzó el galardón de disco de oro. Poco a poco La Barra se iba convirtiendo en uno de los grupos más exitosos. En el año 1995 La Barra grabó su tercer disco, el cual se tituló Es de Córdoba; en este disco se incorpora Gabriel "Titan" González reemplazando a Jorge Nieva. A mediados del año 1996, La Barra lanzó al mercado un nuevo disco, Siempre en onda. En octubre el grupo graba su trabajo número cinco, que lleva como nombre Fiesta Inolvidable. El disco salió a la venta en diciembre causando un impacto en el mercado ya que alcanzó nuevamente al galardón de disco de oro (vendió más de 50.000 copias) y además fue disco de platino. Fue presentado en La Vieja Usina con no menos de 6.000 fanáticos de la música popular cordobesa. Durante el año 1997, La Barra graba su sexto compacto para Sony Music, que se llamó La Barra de siempre, que en apenas cuatro días ya era disco de oro. Ya a fines del año 1997 La Barra graba su disco número siete La Barra de las Galaxias. Otros de los premios que recibió La Barra en su historia fue una gran Copa que Sony Music les entregó por haber vendido más de 250.000 discos, un premio que se los dan a los artistas que han llegado a ese récord de ventas. En 1998 La Barra empezó a preparar un nuevo disco (el número ocho) A toda fiesta. Este fue el último trabajo en el cual participó Gabriel González, ya que después se retiró de la banda. 
En febrero de 1999, inician el llamado Sabroso Tour de la Alegría, en el que inician una serie de presentaciones en un escenario móvil por diferentes barrios de la ciudad de Córdoba. En lugar de Gabriel, ingresa como nuevo vocalista, Daniel Guardia, quien ya hacía un tiempo estaba en La Barra como guitarrista. Ahora el grupo decide grabar en vivo su trabajo número 9, Sabroso, aquí Daniel Guardia participa mostrando su excelente voz cantando lentos, modernos y ritmos movidos.
A mediados del año 1999, La Barra sacó a la venta el décimo disco titulado El Swing de La Barra, que fue presentado en la Vieja Usina ante unas 10 000 personas. En el año 2000 La Barra graba su decimoprimer disco, que se llamó Parte de la Historia.
Luego, en junio del año 2000 llegó la presentación de Fiesta Inolvidable vol. 2, su trabajo número 12, el cual fue uno de los discos más importantes de La Barra, ya que la compañía Sony Music los invita a grabar su disco a Miami, Estados Unidos. El material cuenta con 10 temas propios de la orquesta y un sonido incomparable. El viernes 8 de diciembre de ese año se lanza a la venta el CD Y... Dale!
El Rompehueso Así se llamaría el disco 14 de La Barra, siendo presentado en el mes de junio de 2001 en un megashow en La Vieja Usina, compartiendo escenario con el grupo Ráfaga, ante multitud cercana a las 10 000 personas. Material realizado íntegramente en la ciudad de Córdoba, más precisamente en los Estudios Koala.
Al poco tiempo del Aniversario se dio a conocer otra sorpresa para sus seguidores, el material número 15 de la barra sería con temas en vivo grabados sin que su público supiera en la noche del 7° Aniversario.
En el 2002 llegó la presentación exclusiva del 16 de la barra: En lo más Profundo de tu Corazón. El disco fue presentado en la Vieja Usina en una noche llena de fiesta y emoción.
El siguiente disco (número 17) titulado C.Q.C: Caiga quien caiga (El primero de producción independiente) A partir de ese disco, La Barra logró posicionarse como una de las bandas de mayor convocatoria y siguió en ascenso. A fines del 2003 sale a la venta el CD N° 18: Incomparable en el cual debuta cantando Lucas “Chocolino” Juárez.
El sábado 26 de junio de 2004 La Barra grabó en vivo en el Pajas Blancas Center su CD n° 19: Entre Amigos. El disco presentaba 19 temas inéditos.
El 2004 fue el año que marcó a la banda con su desembarco al mítico Teatro El Libertador para celebrar su 10 aniversario en medio de una convulsionada reacción de un sector de la cultura local.
En el año 2005 se lanzaron dos discos "Majestuoso” y "11 años". Cabe destacar que en ese año La Barra se convirtió en el primer grupo de cuarteto en hacer temporada en Carlos Paz en la disco Molino Rojo.
En el año 2006 lanzan al mercado "Delivery" y al año siguiente "Una tentación" para llegar a 2007 con su disco número 24 bajo el nombre de "Veranisimo". Y “13 años” grabado en vivo en el Orfeo Superdomo.
En el año 2008 se graba en vivo “La Barra en el Gran Rex” para la compañía Magenta Discos. Además de la gran celebración del 14 aniversario en un Orfeo colmado, con la presencia de artistas destacados como Jairo; Ángel Videla y el “Toro” Quevedo.
En el 2009 La Barra celebró sus 15 años, con dos noches agotadas en el Estadio Orfeo de la Ciudad de Córdoba. En ese año presentó el CD 15 años. Al siguiente, sacó al mercado discográfico el álbum Cada día más.
La placa discográfica que sacó a mediados del 2011 fue La Barra, Un Placer. Ese año debieron parar durante algunos meses debido a una lesión de La Pepa Brizuela en las cuerdas vocales.
En febrero de 2013, tras el Festival de Peñas Villa María, Daniel Guardia se aleja de La Barra luego de 17 años, siendo su último baile el 16 de marzo de 2013 en Macabi Club de la ciudad de Córdoba.
El 20 de abril de ese año son presentados Alejandro Dempke y Didier Berg como nuevos vocalistas de la banda en el Complejo Ferial de Córdoba Capital. El 19 de agosto, La Barra presentó el CD Otra Historia.
Al año siguiente se lanza la edición limitada con diario Día a Día, de la Provincia de Córdoba, un nuevo CD, titulado Edición limitada, Verano 2014. Dicha placa fue grabada junto con otros artistas emergentes de diversos géneros.
En el año 2014 lanza "Con el cariño de siempre" con temas grabados íntegramente por su primera voz, “Javier la Pepa Brizuela".
En septiembre de dicho año, se celebra sus 20 aniversario en el club "Villa Retiro" ante el éxito de la primera noche y de haber quedado gente sin poder ingresar, se realiza la segunda parte con igual éxito.
Ya en 2015 se edita su trabajo titulado, “Se canta, se baila" con un arrollador éxito. En septiembre de dicho año, se realiza el 21 aniversario, en "Plaza de la música".
En 2016, lanzan al mercado, “Una Buena Costumbre" Un trabajo impecable, grabado en vivo en las instalaciones el club villa retiro, Bomberos San Francisco y María Bonita de Jesús María.
Luego de un 2016 cargado de actividades y recorriendo el país, se llega a la Plaza de la Música para el festejo de los 22 años, dicho aniversario queda plasmado en un trabajo titulado "22 años" el cual queda grabado en formato de DVD, que con una puesta en escena a nivel internacional y colmadas las instalaciones de plaza, marcan el nivel de la banda más grande de córdoba. Siguiendo con los festejos y con fecha confirmada, se presentan nuevamente en el mítico "GRAN REX" de buenos aires en el mes de diciembre de ese mismo año.
En el 2017 se editan “Amor verdadero” y “Libres”. Este último con versiones muy particulares de clásicos de la banda.
“Obsesión” aparece en el año 2018 manteniendo el estilo de siempre.
En septiembre del 2019 se realiza uno de los eventos de música popular más convocantes en la historia cordobesa.
La Barra 25 años… En un escenario montado sobre la avenida Hipólito Irigoyen y ante más de 70 mil personas, con invitados de gran jerarquía como Sergio Galleguillo, Raly Barrionuevo, La Mosca, entre otros.
La pandemia marcó un antes y un después en la música en general. Mientras todos estábamos sin poder salir de nuestras casas, Javier nos acompañó con sus exitosos “Pepa house” todos los sábados hasta altas horas, cantando vía Instagram live.
Los shows vía streeming desde Quality, también tuvieron una fuerte aceptación en épocas de encierro.
El último álbum editado, ya solamente en plataformas digitales es el número 42 “Enamorarte” a finales del 2022
Las giras por España en 2009; 2010 y 2022 son un hito importante en la carrera.
Los premios Gardel por Majestuoso (2006); Otra historia (2014); Una buena costumbre (2016); 22 años (2017) y Obsesión (2019) son el reconocimiento al esfuerzo artístico del grupo, tratando siempre de dar lo mejor.
Múltiples galardones de disco de oro y dos de platinos.
Además del mejor premio… El cariño del público.
El 27; 28 y 29 de septiembre de este año en Quality Arena con entradas agotadas será la celebración de los 30 años de historia.
La Barra, la banda más grande de Córdoba.

## Miembros
- Javier La Pepa Brizuela, voz principal.
- Carlos De Piano (bajo)
- Adrián Moyano (timbaleta)
- Juan Bautista Caras Caracciolo, guitarra y coros.
- Joaquín Albano, piano y coros.
- Ariel Puchi,  teclados.
- Rodrigo Loyola,  batería.
- Juan Barrera, locución.
- Matias Lindón, piano.
- Lucas Barrionuevo, trompeta.
- José Vélez, trompeta.
- Joaquin Angeloni, trombón.
- Marcos Olariaga, congas.
- Raúl Ibarra, tambora.
- Lucas Linares, güiro.

## Discografía
- 1994: "La Barra" - Sony Music
- 1995: "Así me gusta a mi" - Sony Music
- 1995: "Es de Córdoba" - Sony Music
- 1996: "Siempre... en onda" - Sony Music
- 1996: "Fiesta inolvidable con La Barra" - Sony Music
- 1997: "La Barra de las Galaxias" - Sony Music
- 1997: "La Barra... de siempre" - Sony Music
- 1998: "A toda fiesta" - Sony Music
- 1998: "Sabroso" - Sony Music
- 1999: "El swing de la barra" - Sony Music
- 1999: "Parte de la historia" - Sony Music
- 2000: "Y...Dale" - Sony Music
- 2000: "Fiesta inolvidable 2" - Sony Music
- 2001: "7 años" - Sony Music
- 2001: "El rompehuesos" - Sony Music
- 2002: "En lo más profundo de tu corazón" - Sony Music
- 2002: "Caiga quien caiga" - Downey Producciones
- 2003: "Incomparable" - Downey Producciones
- 2004: "Entre amigos" - Downey Producciones
- 2005: "Majestuoso" - Downey Producciones
- 2005: "11 años" - Downey Producciones
- 2005: "Discografía completa Volumen 1" - Sony Music
- 2005: "Discografía completa Volumen 2" - Sony Music
- 2006: "Delivery" - Downey Producciones
- 2007: "Una tentación - Downey Producciones
- 2007: "Veranísimo!" - Downey Producciones
- 2008: "Cerca tuyo" - Edén
- 2008: "13 años" (CD + DVD) - Edén
- 2008: "En el Gran Rex" (CD + DVD) - Magenta
- 2009: "15 años" (CD Doble) - Downey Producciones
- 2010: "La banda + grande de Córdoba" (DVD) - DBN
- 2010: "Cada día +" - Downey Producciones
- 2011: "Un placer" - Downey Producciones
- 2012: "Algo especial" - Edén
- 2012: "20 Éxitos originales" - Sony Music
- 2013: "Otra historia"
- 2014: "Verano 2014" - RCA
- 2014: "Con el cariño de siempre" - RCA
- 2015: "Se Baila, Se Canta" - Sony Music
- 2016: "Una Buena costumbre"
- 2016: "22 años" (CD + DVD - Sony Music)
- 2017: "Amor verdadero" - Sony Music
- 2017: "Libres"
- 2018: "Obsesión" - Sony Music
- 2020: "25 Años" - Sony Music
- 2022: "Enamorarte" - Sony Music
- 2023: "Otra Noche Juntos" (junto a Dani Guardia) - Sony Music